# Leichtathletik-Europameisterschaften 2018/1500 m der Männer

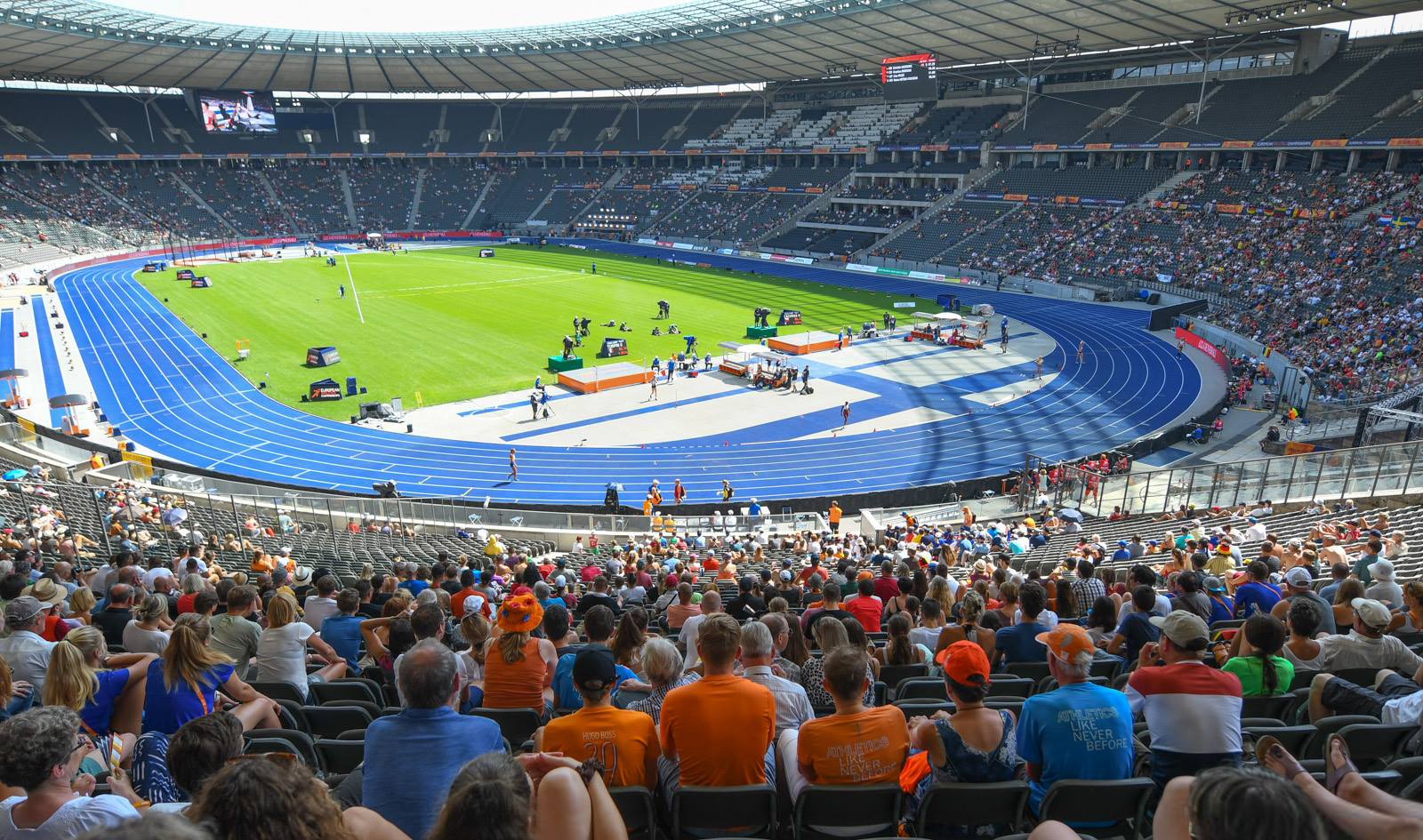
Das Berliner Olympiastadion am 9. August 2018

Der 1500-Meter-Lauf der Männer bei den Leichtathletik-Europameisterschaften 2018 fand zwischen dem 8. und 10. August im Olympiastadion in der deutschen Hauptstadt Berlin statt.
Es siegte der Norweger Jakob Ingebrigtsen. Der Pole Marcin Lewandowski wurde Vizeeuropameister. Bronze gewann der Brite Jake Wightman.

## Bestehende Rekorde
| Weltrekord           | 3:26,00 min | Hicham El Guerrouj | Rom, Italien          | 14. Juli 1998  |
| Europarekord         | 3:28,81 min | Mo Farah           | Monaco                | 19. Juli 2013  |
| Meisterschaftsrekord | 3:35,27 min | Fermín Cacho       | EM Helsinki, Finnland | 9. August 1994 |

Der bestehende EM-Rekord wurde bei diesen Europameisterschaften nicht erreicht. Die schnellste Zeit erzielte der norwegische Europameister Jakob Ingebrigtsen mit 3:38,10 min, womit er 2,83 s über dem Rekord blieb. Zum Europarekord fehlten ihm 9,29 s, zum Weltrekord 12,10 s.

## Vorläufe
Aus den drei Vorläufen qualifizierten sich die jeweils drei Ersten jedes Laufes – hellblau unterlegt – und zusätzlich die drei Zeitschnellsten – hellgrün unterlegt –  für das Finale.

### Vorlauf 1
8. August 2018, 12:05 Uhr Ortszeit
| Platz | Athlet               | Land           | Zeit (min) |
| ----- | -------------------- | -------------- | ---------- |
| 1     | Chris O’Hare         | Großbritannien | 3:49,06    |
| 2     | Homiyu Tesfaye       | Deutschland    | 3:49,28    |
| 3     | Henrik Ingebrigtsen  | Norwegen       | 3:49,54    |
| 4     | Johan Rogestedt      | Schweden       | 3:49,73    |
| 5     | Jakub Holuša         | Tschechien     | 3:49,82    |
| 6     | Charles Grethen      | Luxemburg      | 3:49,97    |
| 7     | Ferdinand Kvan Edman | Norwegen       | 3:50,26    |
| 8     | Baptiste Mischler    | Frankreich     | 3:50,96    |
| 9     | Wolodymyr Kyz        | Ukraine        | 3:52,77    |
| 10    | Peter Callahan       | Belgien        | 3:54,23    |
| 11    | Dario Ivanovski      | Mazedonien     | 3:57,52    |
| 12    | Carles Gómez         | Andorra        | 4:00,02    |

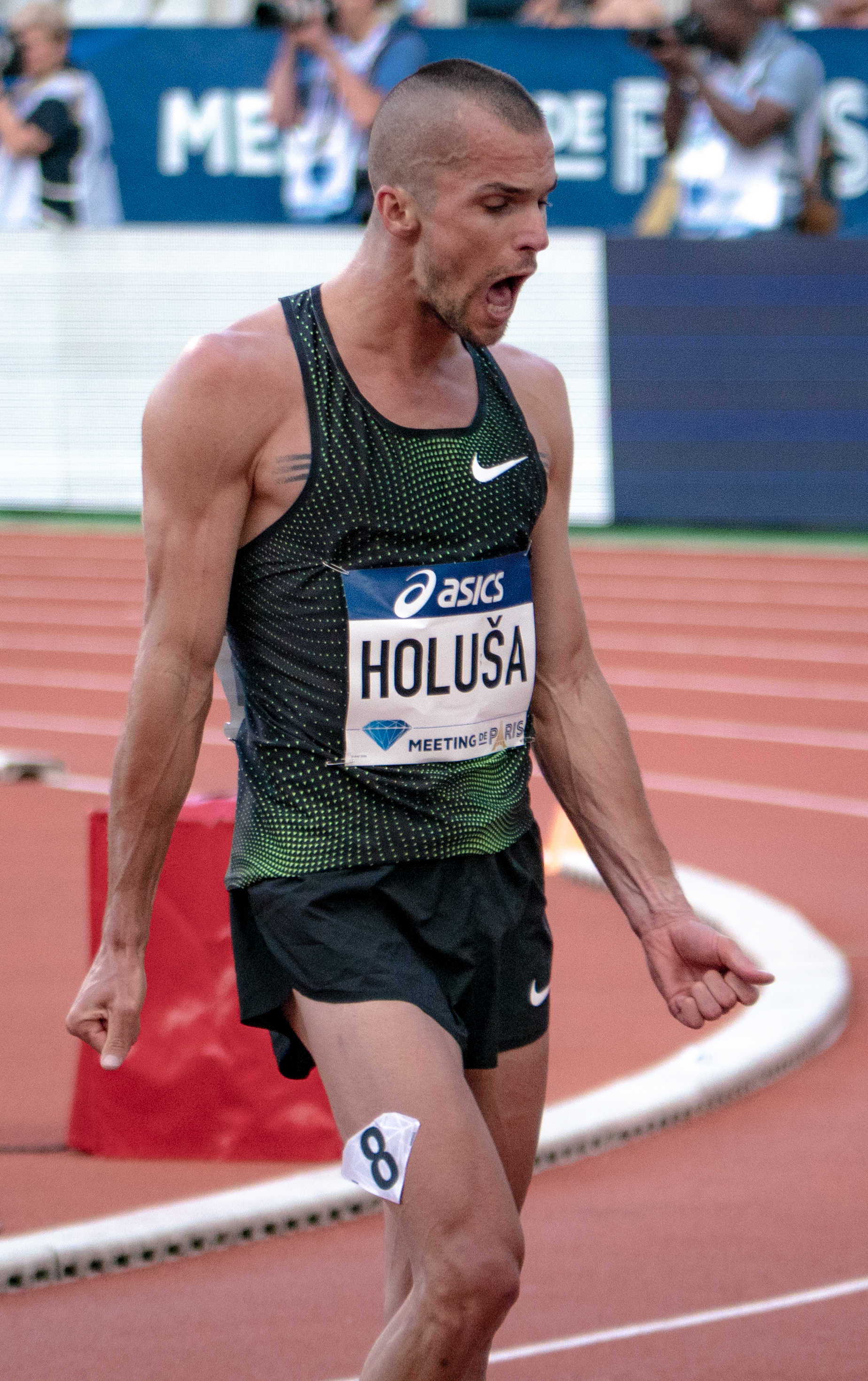
Jakub Holuša schied als Fünfter seines Vorlaufs aus
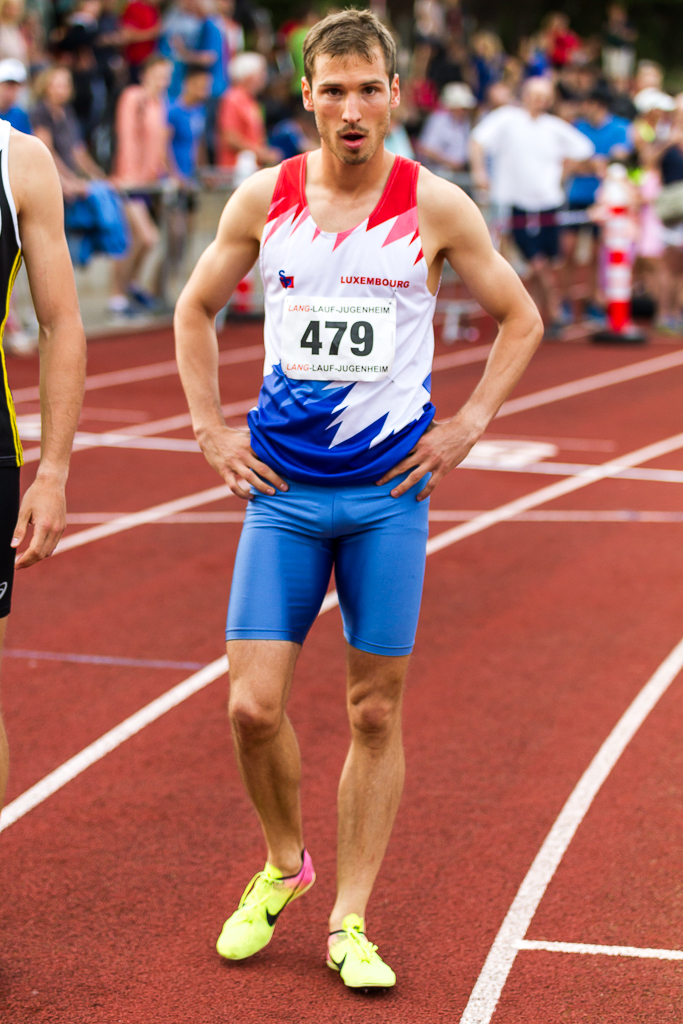
Charles Grethen erreichte als Sechster seines Vorlaufs nicht das Finale

### Vorlauf 2

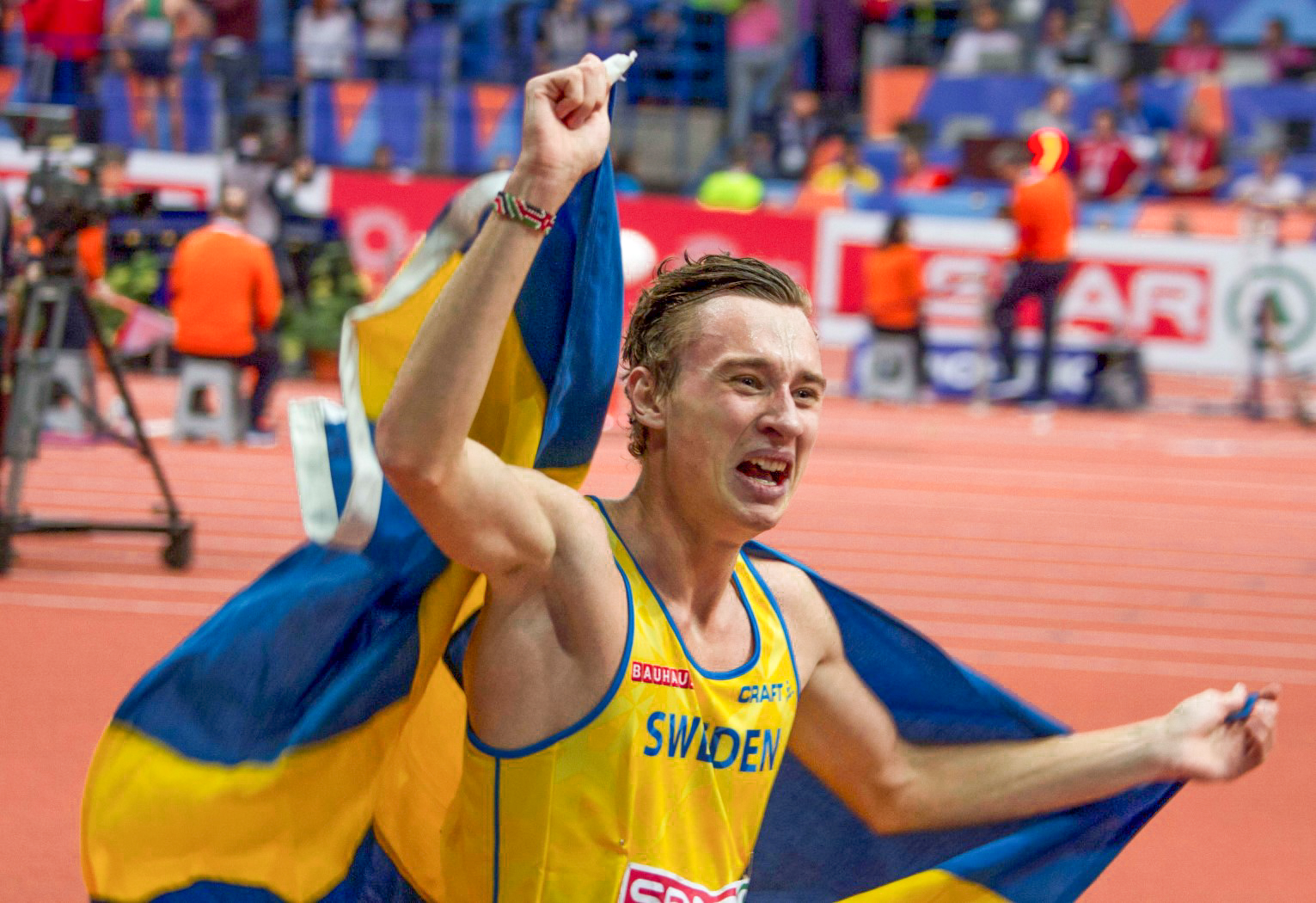
Sein sechster Platz im zweiten Vorlauf war für Kalle Berglund zu wenig, um im Finale dabei zu sein

8. August 2018, 12:25 Uhr Ortszeit
| Platz | Athlet             | Land           | Zeit (min) |
| ----- | ------------------ | -------------- | ---------- |
| 1     | Marcin Lewandowski | Polen          | 3:40,74    |
| 2     | Charlie Grice      | Großbritannien | 3:40,80    |
| 3     | Filip Ingebrigtsen | Norwegen       | 3:40,88    |
| 4     | Timo Benitz        | Deutschland    | 3:41,01    |
| 5     | Mohad Abdikadar    | Italien        | 3:41,09    |
| 6     | Kalle Berglund     | Schweden       | 3:41,25    |
| 7     | Isaac Kimeli       | Belgien        | 3:42,77    |
| 8     | Adrián Ben         | Spanien        | 3:42,81    |
| 9     | Amine Khadiri      | Zypern         | 3:45,97    |
| 10    | Alexis Miellet     | Frankreich     | 3:51,61    |
| 11    | Benjamin Kovács    | Ungarn         | 3:54,29    |

### Vorlauf 3

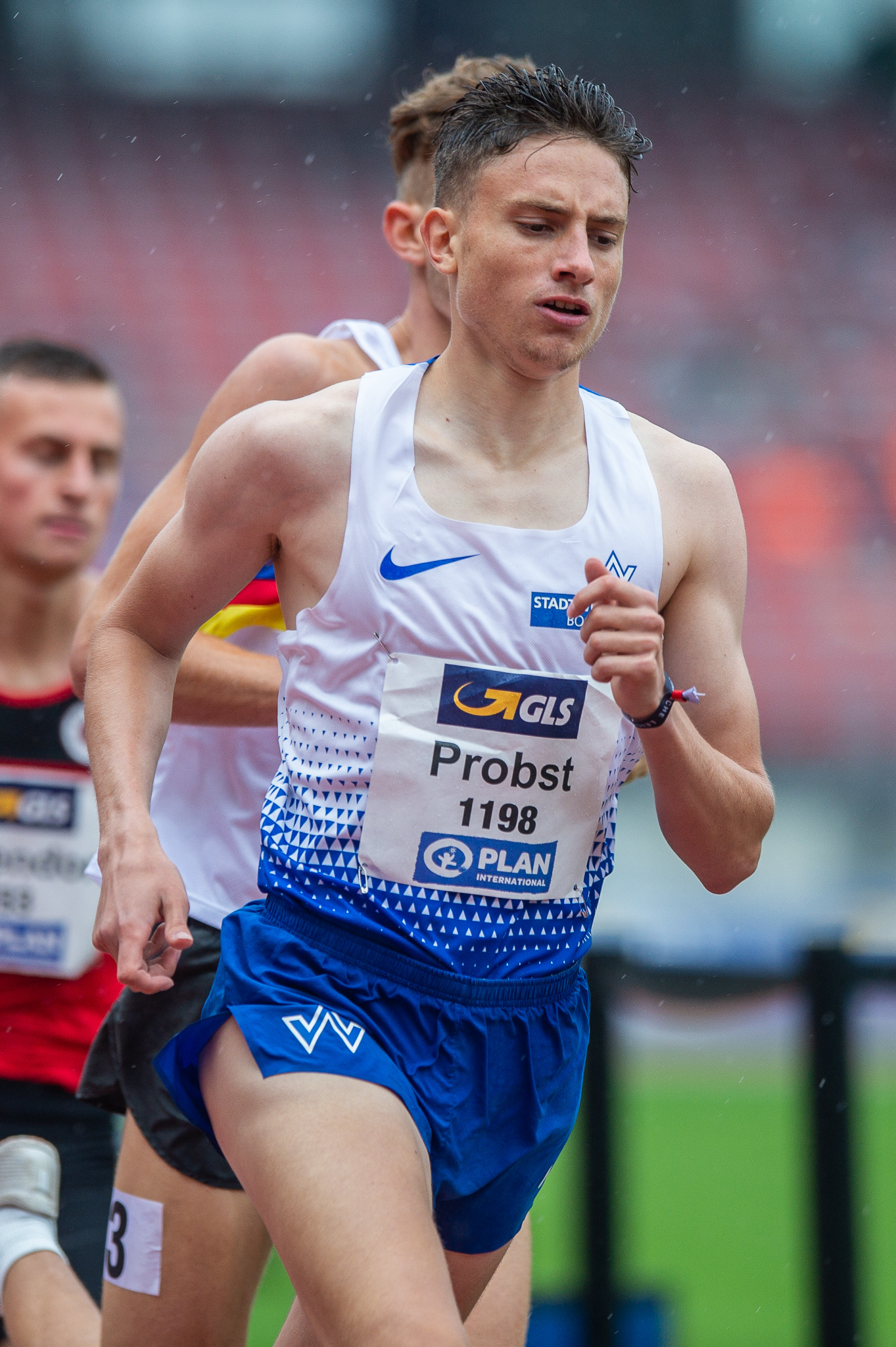
Marius Probst – ausgeschieden als Achter des dritten Vorlaufs

8. August 2018, 12:15 Uhr Ortszeit
| Platz | Athlet             | Land           | Zeit (min) |
| ----- | ------------------ | -------------- | ---------- |
| 1     | Jake Wightman      | Großbritannien | 3:40,73    |
| 2     | Jakob Ingebrigtsen | Norwegen       | 3:40,81    |
| 3     | Joao Bussotti      | Italien        | 3:40,87    |
| 4     | Simas Bertašius    | Litauen        | 3:40,95    |
| 5     | Ismael Debjani     | Belgien        | 3:41,09    |
| 6     | Simon Denissel     | Frankreich     | 3:41,67    |
| 7     | Elmar Engholm      | Schweden       | 3:42,01    |
| 8     | Marius Probst      | Deutschland    | 3:42,37    |
| 9     | Jan Hochstrasser   | Schweiz        | 3:42,80    |
| 10    | Tamás Kazi         | Ungarn         | 3:42,98    |
| 11    | Harvey Dixon       | Gibraltar      | 3:54,70    |

## Finale
10. August 2018, 21:50 Uhr MESZ
| Platz | Athlet              | Land           | Zeit (min) |
| ----- | ------------------- | -------------- | ---------- |
|       | Jakob Ingebrigtsen  | Norwegen       | 3:38,10    |
|       | Marcin Lewandowski  | Polen          | 3:38,14    |
|       | Jake Wightman       | Großbritannien | 3:38,25    |
| 4     | Henrik Ingebrigtsen | Norwegen       | 3:38,50    |
| 5     | Charlie Grice       | Großbritannien | 3:38,65    |
| 6     | Simas Bertašius     | Litauen        | 3:39,04    |
| 7     | Timo Benitz         | Deutschland    | 3:39,28    |
| 8     | Ismael Debjani      | Belgien        | 3:39,48    |
| 9     | Chris O’Hare        | Großbritannien | 3:39,53    |
| 10    | Mohad Abdikadar     | Italien        | 3:39,95    |
| 11    | Joao Bussotti       | Italien        | 3:41,31    |
| 12    | Filip Ingebrigtsen  | Norwegen       | 3:41,66    |
| 13    | Homiyu Tesfaye      | Deutschland    | 3:47,83    |

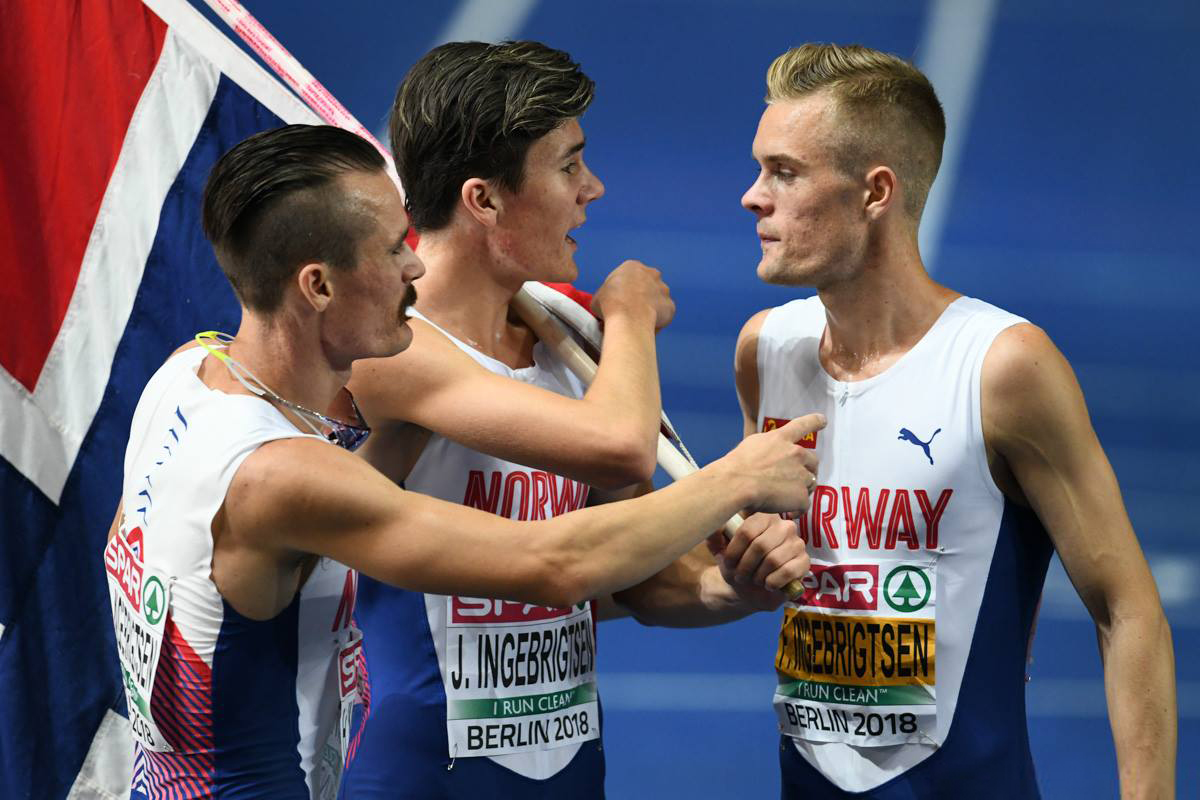
Drei Brüder aus Norwegen im 1500-Meter-Finale:
Henrik, Jakob und Filip Ingebrigtsen

Von Beginn an übernahm der Litauer Simas Bertašius die Führung. Das Tempo war allerdings nicht besonders hoch, die ersten beiden Runden wurden in jeweils ca. 60 Sekunden zurückgelegt. Das Feld blieb entsprechend zusammen. Kurz vor Ende der zweiten Runde orientierten sich alle drei Ingebrigtsen-Brüder nach vorne, Jakob löste den Litauer an der Spitze ab, seine beiden Brüder folgten ihm, an vierter Stelle lag der Deutsche Homiyu Tesfaye. Das Feld war breit aufgefächert, als es in die letzte Runde ging, alle suchten nun eine gute Ausgangsposition für den Schlussspurt. Noch in der Zielkurve war der Ausgang des Rennens völlig offen. Auf der Zielgerade setzte sich der immer noch führende 17-jährige Jakob Ingebrigtsen ab und schien dem Sieg entgegenzulaufen. Doch es wurde noch einmal eng. Von hinten stürmten Lewandowski und der Brite Jake Wightman heran und kamen dem Norweger bedrohlich nahe. Doch dieser rettete sich ins Ziel und wurde neuer Europameister. Marcin Lewandowski gewann nur vier Hundertstelsekunden hinter ihm die Silbermedaille. Jake Wightman wurde Dritter vor dem Europameister von 2012 Henrik Ingebrigtsen. Der Brite Charlie Grice und Simas Bertašius belegten die Ränge fünf und sechs. Der Deutsche Timo Benitz wurde Siebter vor dem Belgier Ismael Debjani.

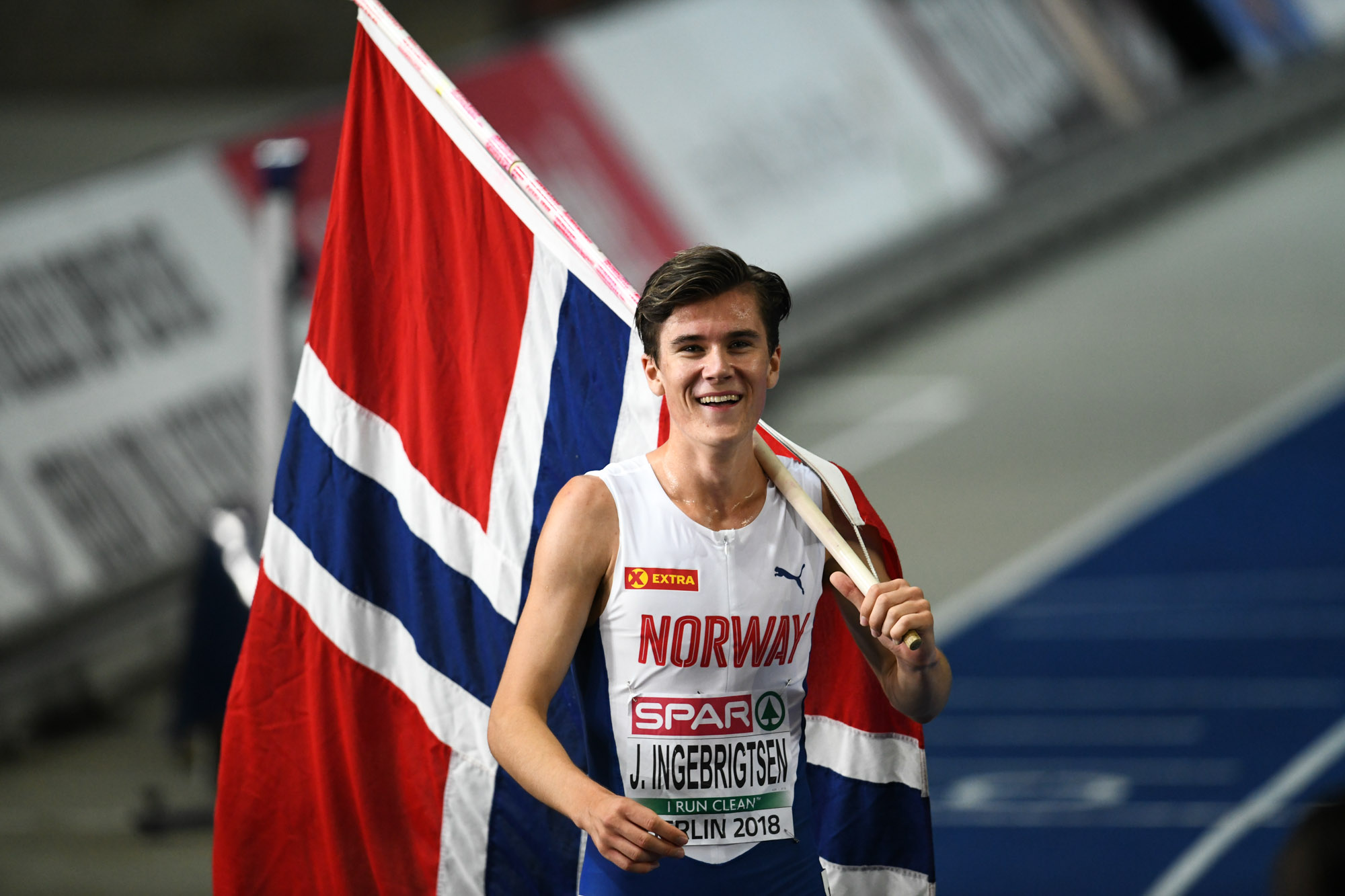
Europameister Jakob Ingebrigtsen
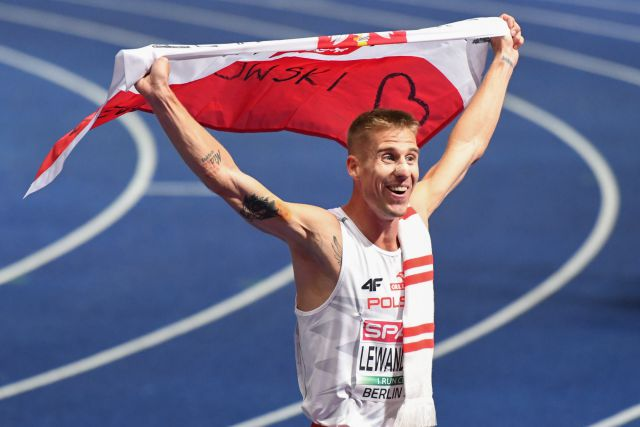
Vizeeuropameister Marcin Lewandowski
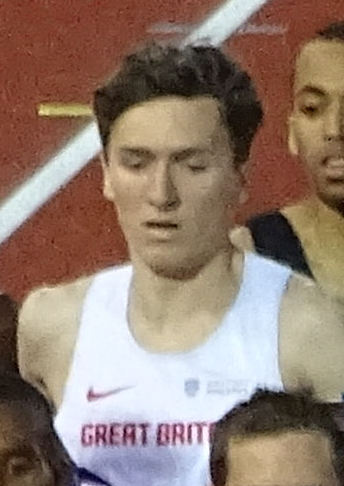
Bronzemedaillengewinner Jake Wightman

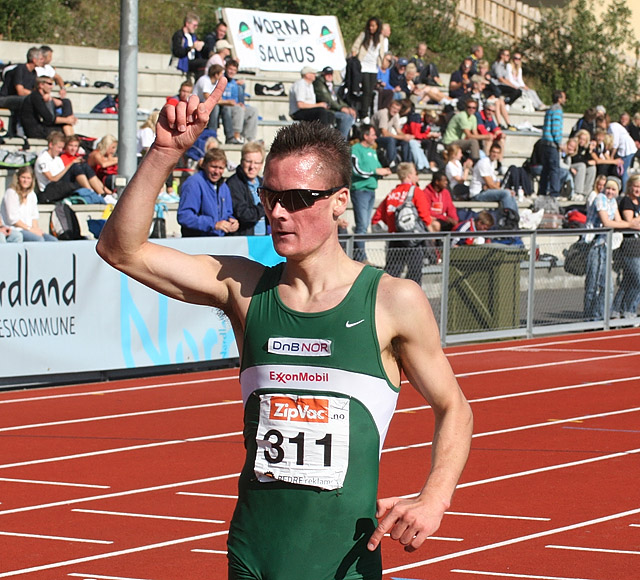
Henrik Ingebrigtsen belegte Rang vier
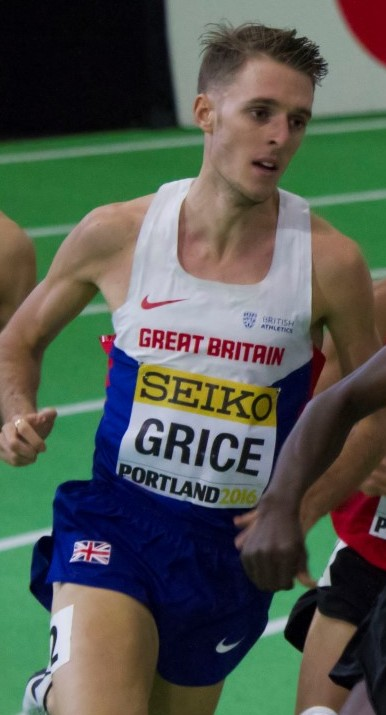
Rang fünf für Charlie Grice
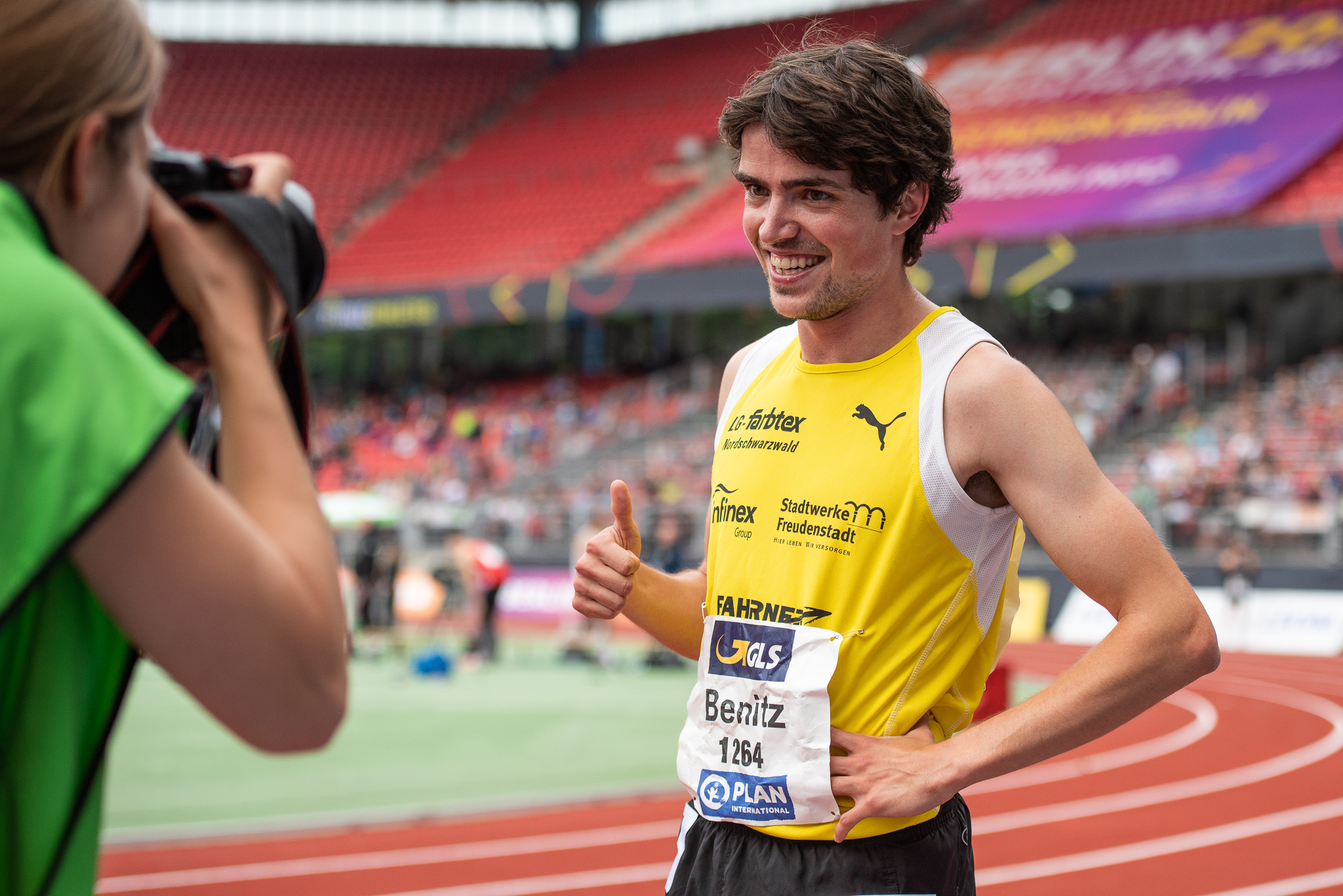
Timo Benitz kam auf den siebten Platz
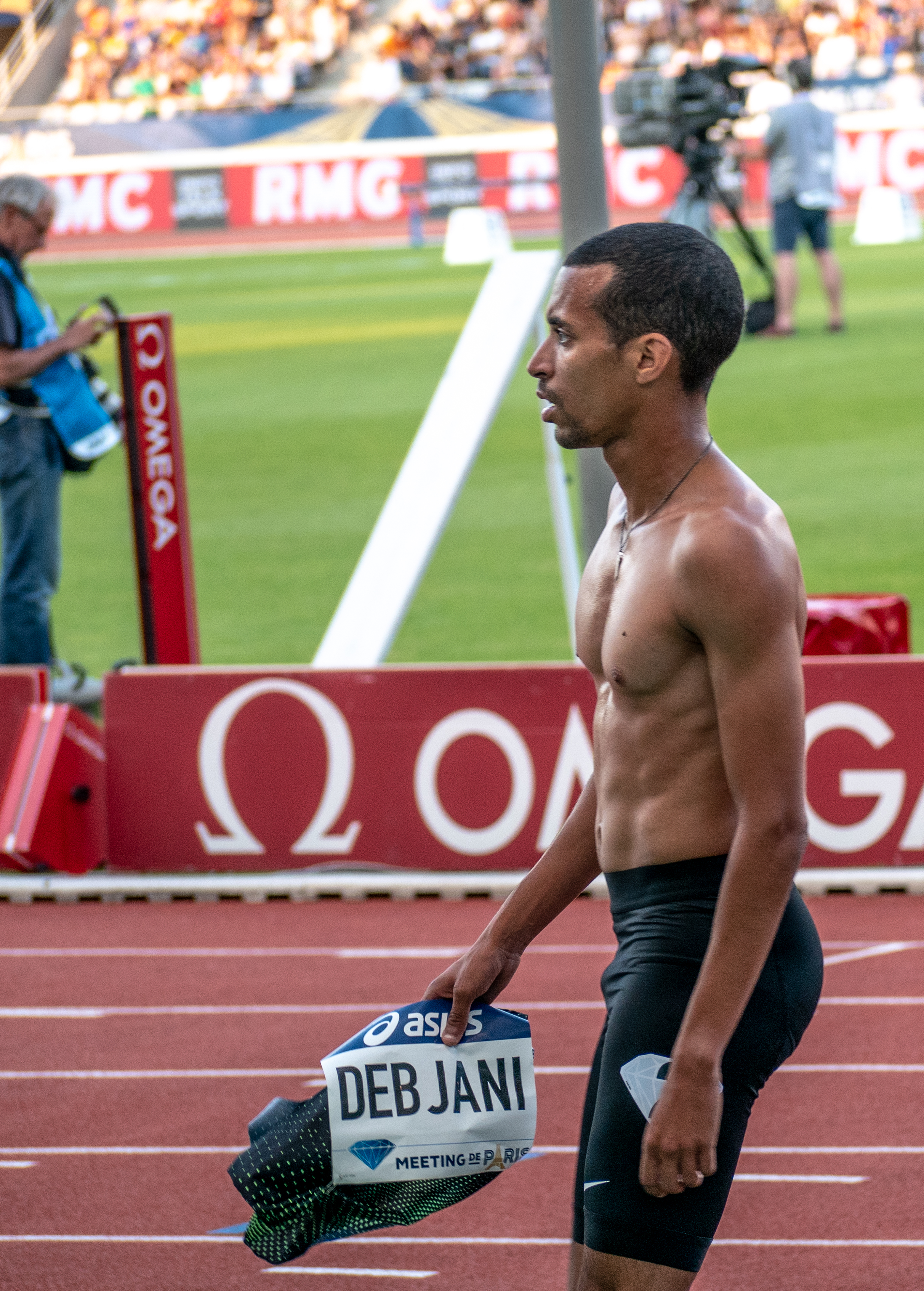
Ismael Debjani erreichte Rang acht

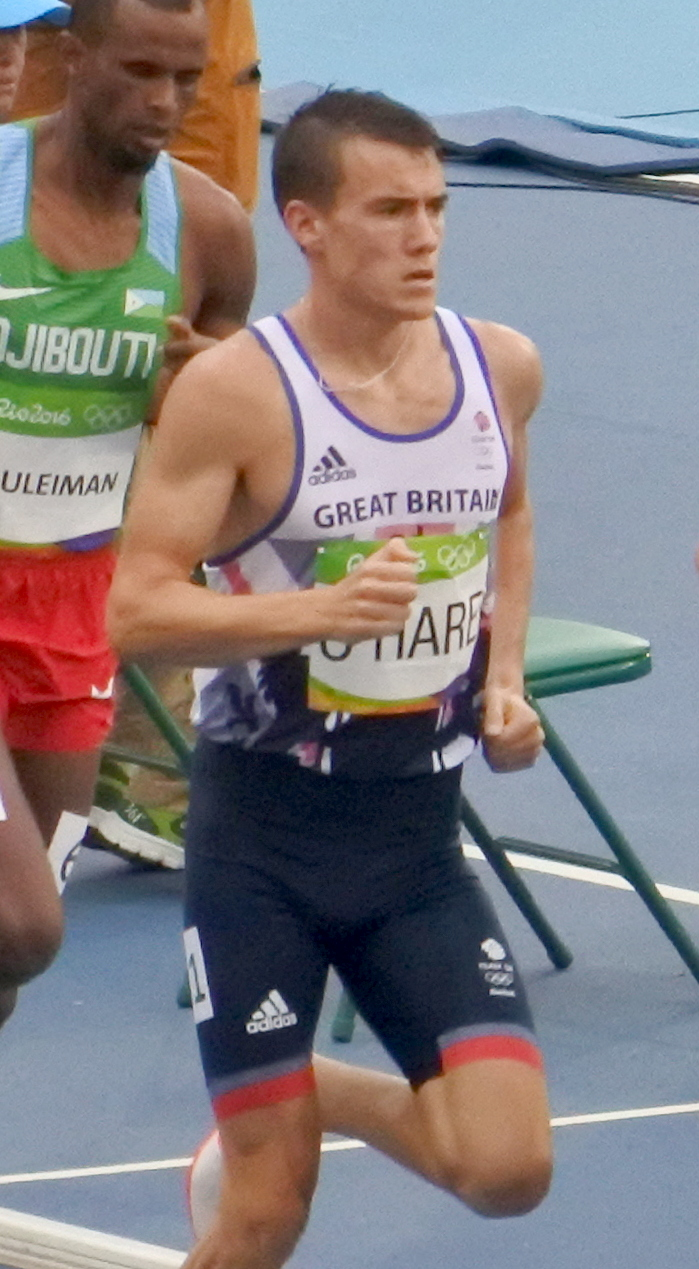
Chris O’Hare wurde Neunter
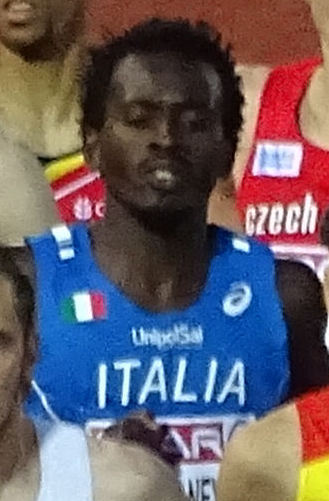
Joao Bussotti Neves – Platz elf
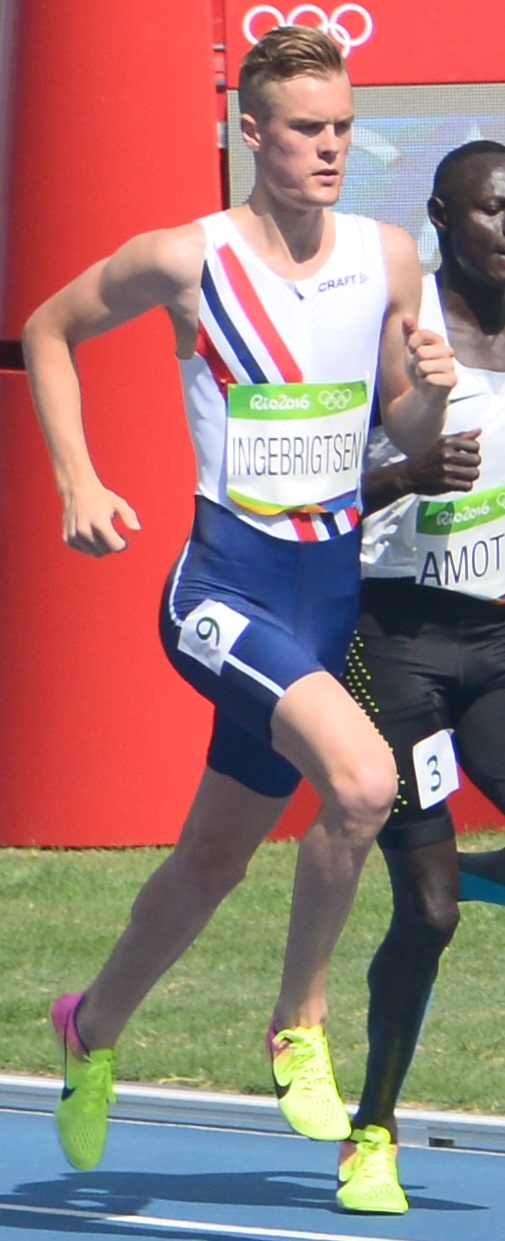
Filip Ingebrigtsen – Rang zwölf
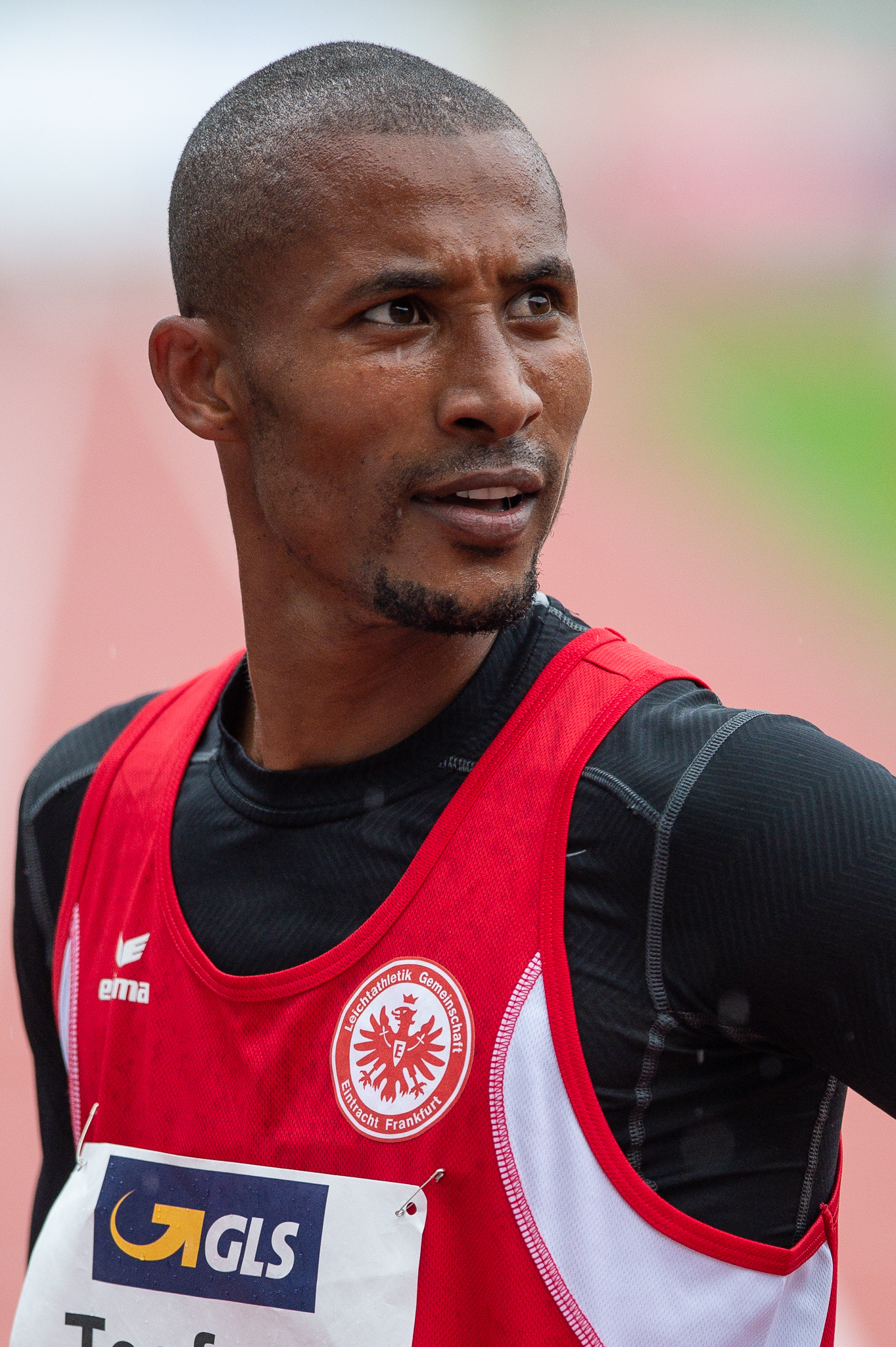
Homiyu Tesfaye – Rang dreizehn